# Automobiles Belgica

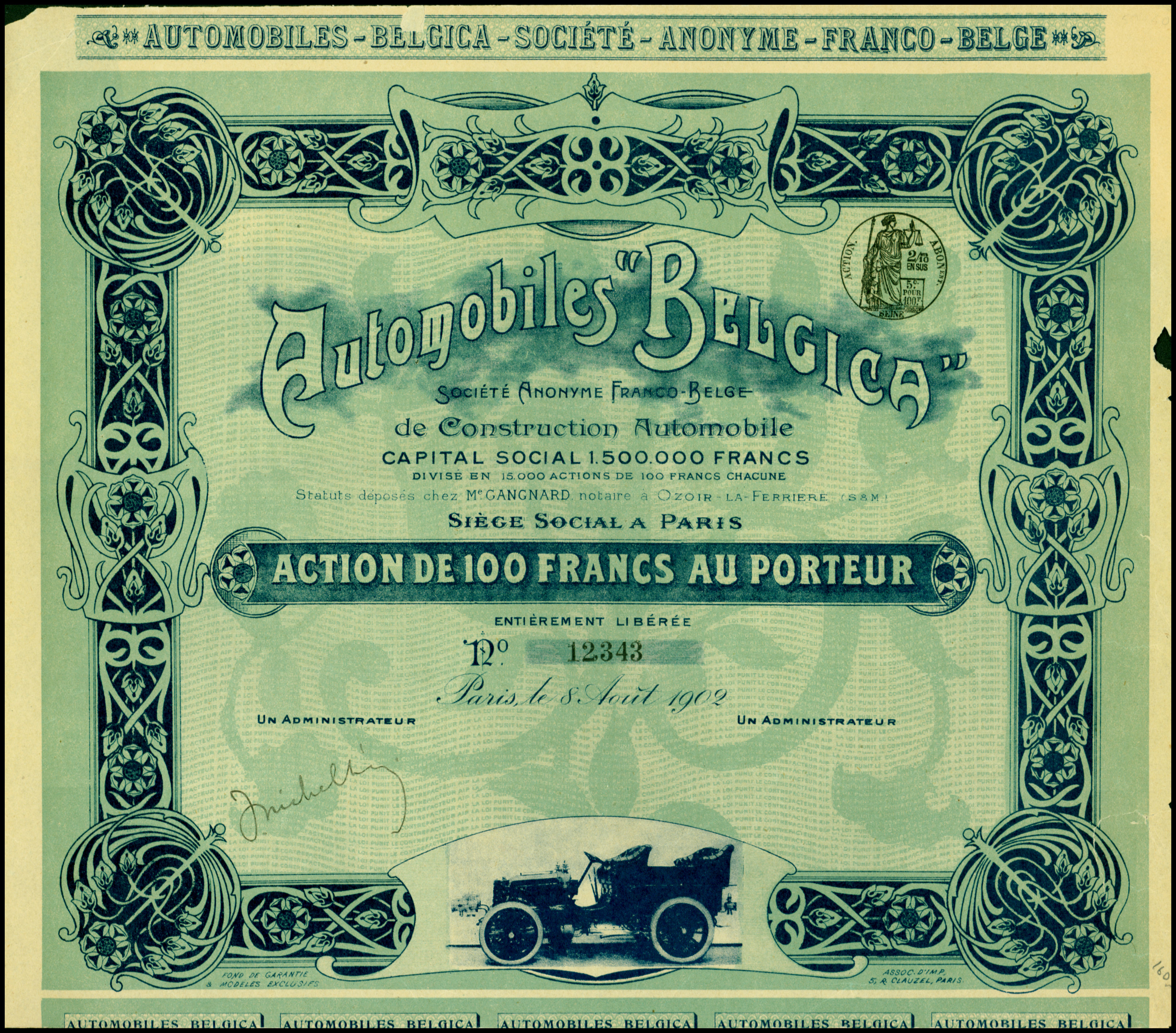
Aktie über 100 Francs der Automobiles Belgica SA vom 8. August 1902

Die Société des Automobiles Belgica war ein belgischer Hersteller von Automobilen. Der Markenname lautete Belgica.

## Unternehmensgeschichte
Louis Mettewie gründete 1885 das Unternehmen in Molenbeek-Saint-Jean. Im selben Jahr begann die Produktion von Fahrrädern. Am 2. Februar 1898 erfolgte die Umfirmierung in Société des Cycles et Automobiles Belgica. Nach einigen Elektroautos ab 1899 folgten 1901 Fahrzeuge mit Benzinmotor. Im Juli 1902 wurde daraus Automobiles Belgica Société Anonyme. 1906 erfolgte die Fusion mit Mathieu. Die Produktion fand nun auch in Zaventem statt. 1909 endete die Produktion.

## Die Modelle
| Modell            | Bauzeit   | Zylinder | Hubraum cm³ | Leistung PS | Bemerkung                         |
| ----------------- | --------- | -------- | ----------- | ----------- | --------------------------------- |
| Elektro           | 1899–1901 |          |             |             | Elektromotor                      |
| 8 CV              | 1901–1903 | 2        |             | 8           |                                   |
| 5 CV              | 1902–1903 | 1        |             | 5           |                                   |
| 7 CV              | 1902–1908 | 1        |             | 7           |                                   |
| 9 CV              | 1902–1903 | 2        |             | 9           |                                   |
| 10 CV             | 1902–1908 | 2        |             | 10          |                                   |
| 20 CV             | 1902–1908 | 4        |             | 20          | unter anderem als Coupé-Chauffeur |
| 6 CV              | 1903–1908 | 2        |             | 6           |                                   |
| 12 CV             | 1904–1908 | 4        |             | 12          |                                   |
| 58 HP             | 1907–1908 | 6        |             | 58          |                                   |
| Type K 14/16 CV   | 1908–1909 | 4        | 3.054       |             |                                   |
| Type H 20/24 CV   | 1908–1909 | 4        | 4.503       |             |                                   |
| Type G 30/40 CV   | 1908–1909 | 4        | 6.872       |             |                                   |
| Type G-6 40/60 CV | 1908–1909 | 6        | 10.308      |             |                                   |